# Flerkammarsystem
Flerkammarsystem  innebär att ett parlament har flera kammare, vanligast två.

## Typer
- Tvåkammarsystem
- Trekammarsystem
- Fyrkammarsystem